# Stapelia hirsuta
Stapelia hirsuta,  nome comum cacto-estrela, flor-estrela ou estapélia, é uma espécie de planta com flores pertencente à família Apocynaceae .  

## Nome e sinônimos
O epíteto genérico Stapelia foi nomeado em homenagem a Johannes van Stapel, quem primeiro descreveu a planta, enquanto o nome específico  significa "peludo" em Latim.
- Tridentea depressa Haw. ex Schult.
- Stissera patula Kuntze
- Stissera hirsuta Kuntze
- Stissera depressa Kuntze
- Stapelia unguipetala N. E. Br.
- Stapelia sororia Jacq.
- Stapelia patula var. longirostris
- Stapelia patula Willd.
- Stapelia patentirostris N. E. Br.
- Stapelia lanigera Loudon
- Stapelia hirsuta var. unguipetala (N. E. Br.) N. E. Br.
- Stapelia hirsuta var. patula (Willd.) N. E. Br.
- Stapelia hirsuta var. lutea N. E. Br.
- Stapelia hirsuta var. longirostris (N. E. Br.) N. E. Br.
- Stapelia hirsuta var. grata N. E. Br.
- Stapelia hirsuta var. depressa (Jacq.) N. E. Br.
- Stapelia hirsuta var. comata (Jacq.) N. E. Br.
- Stapelia hirsuta var. affinis (N. E. Br.) N. E. Br.
- Stapelia elongata Sweet
- Stapelia depressa Jacq.
- Stapelia comata Jacq.
- Stapelia affinis N. E. Br.
- Gonostemon hirsutus var. luteus (N. E. Br.) P.V. Heath
- Gonostemon hirsutus var. longirostris (N. E. Br.) P.V. Heath
- Gonostemon hirsutus var. gratus (N. E. Br.) P.V. Heath
- Gonostemon hirsutus var. depressus (Jacq.) P.V. Heath
- Gonostemon hirsutus var. comatus (Jacq.) P.V. Heath
- Gonostemon hirsutus var. affinis (N. E. Br.) P.V. Heath
- Gonostemon hirsutus (L.) P.V. Heath

## Descrição

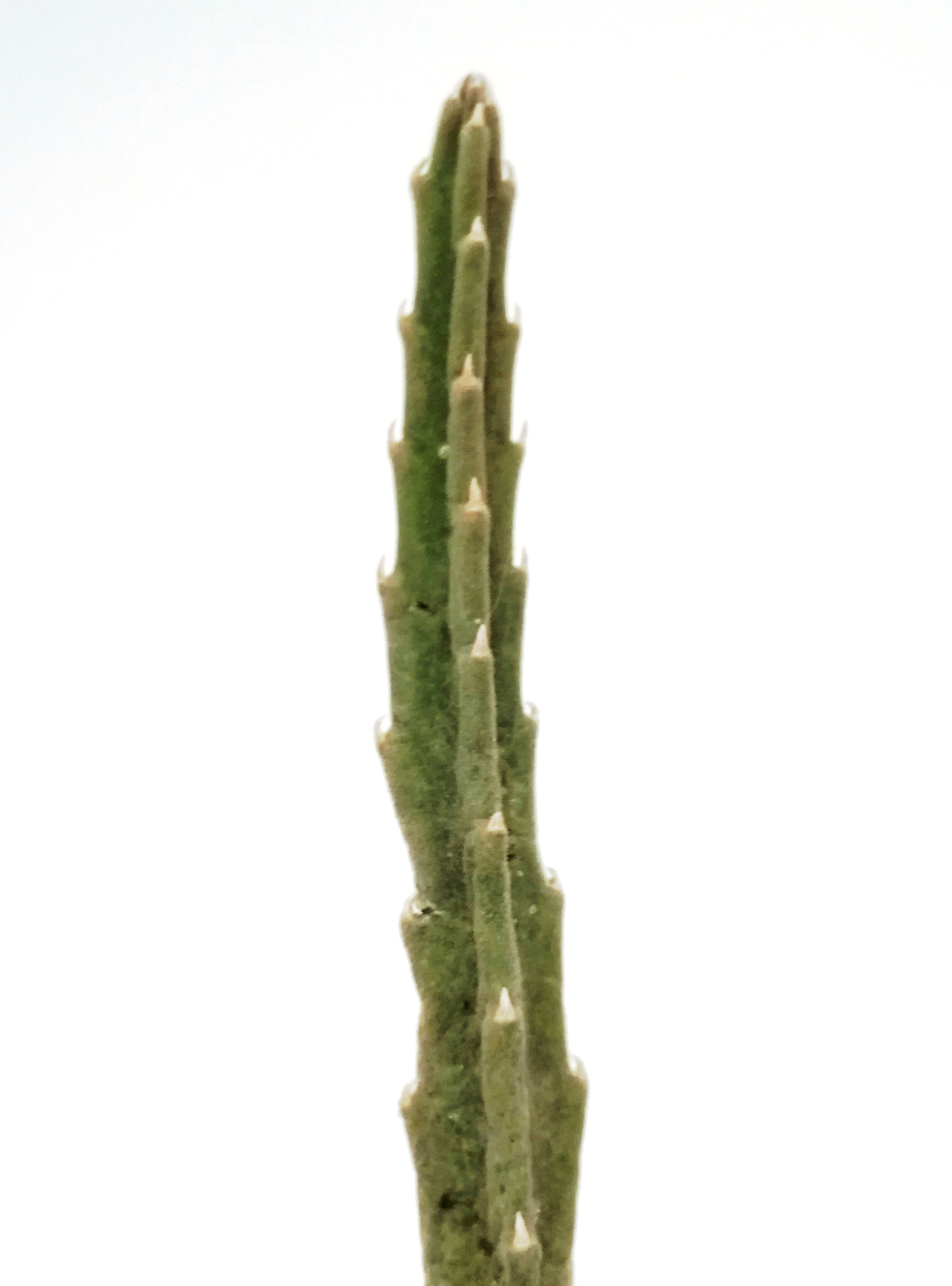
Haste mostrando as ranhuras côncavas características entre os quatro ângulos

Os caules da Stapelia hirsuta são subquadrangulares em seção transversal, cerca de 20 cm de altura e 1 a 2 cm de largura. Ramificações côncavas ocorrem verticalmente ao longo dos caules, entre seus quatro ângulos. Esta característica pode por vezes ajudar a distinguir S. hirsuta de muitas outras espécies de Stapelia com as quais co-ocorre naturalmente (por exemplo, Stapelia rufa, Stapelia engleriana ) as quais normalmente têm caules que também são subquadrangulares, mas que são mais arredondados em secção transversal. A superfície dos caules da S.hirsuta também costuma ser pouco pubescente. Os rudimentos das folhas têm 1-2 mm de comprimento. As populações que crescem em arenitos podem ter caule liso, com manchas roxas.  

### Flores
As flores são planas, muito felpudas, vermelho-escuras e parecidas com carne podre. A corola pode atingir uma largura de cerca de 5 a 15 cm . O cheiro de carniça serve para atrair diversos polinizadores, principalmente moscas. O período de floração estende-se do final do verão até o final do outono.

## Subespécies
Esta espécie é extremamente variável, com várias subespécies e muitos híbridos. 
- Stapelia hirsuta baylissii
- Stapelia hirsuta gariepensis
- Stapelia hirsuta tsomoensis
- Stapelia hirsuta vetula

## Distribuição e habitat
Esta espécie é endêmica da África do Sul e do sul da Namíbia . 

Sua ampla distribuição se estende ao longo do extremo sul da árida região de Karoo, por todo o "Little Karoo " no sul do Cabo, até o extremo oeste até Robertson Karoo e Swartland, nos arredores da Cidade do Cabo . Pode ser encontrada principalmente nas áreas de chuva de inverno, no extremo oeste da África do Sul, em direção ao norte através da região de Namaqualand, no extremo norte até o sul da Namíbia. É ausente do interior da África do Sul . 

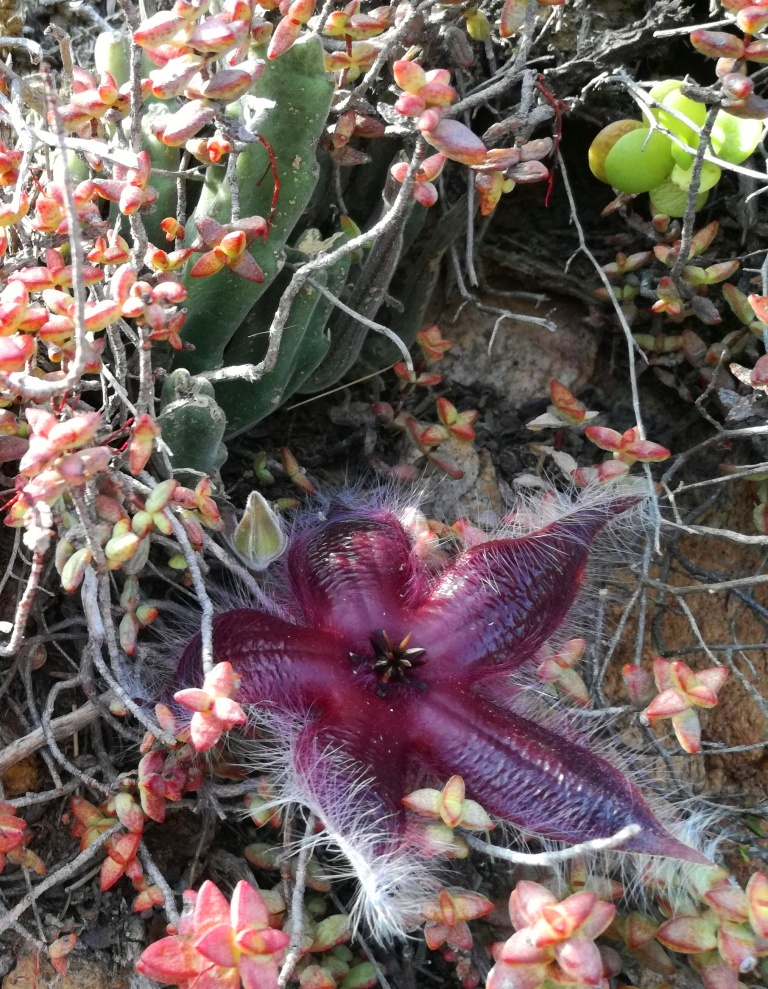
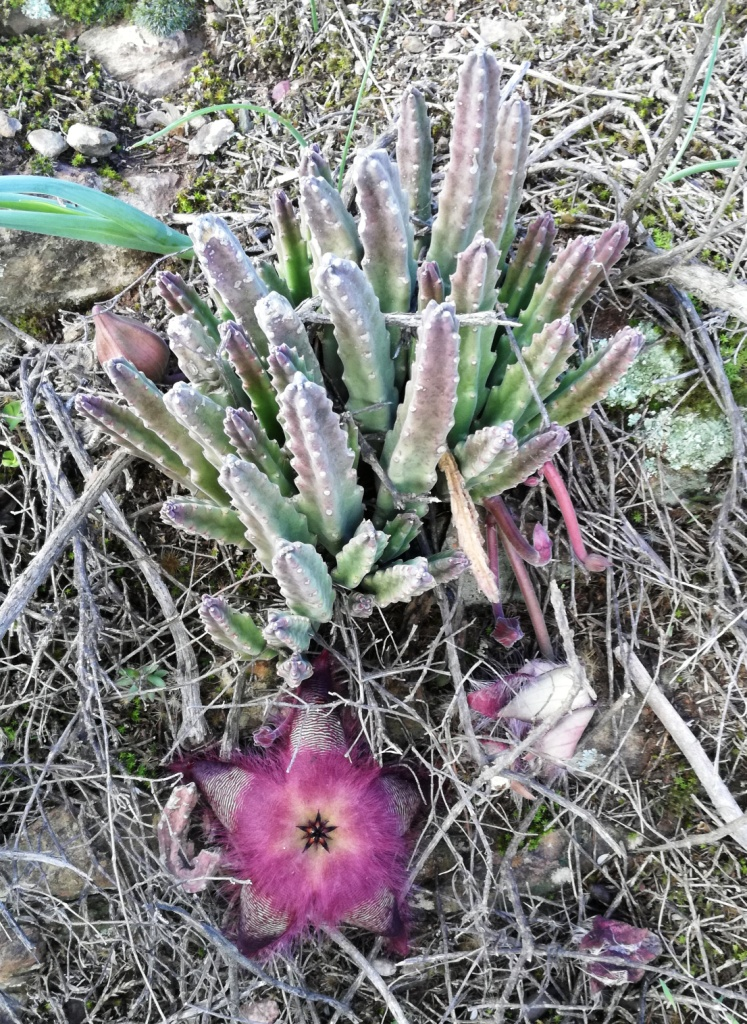
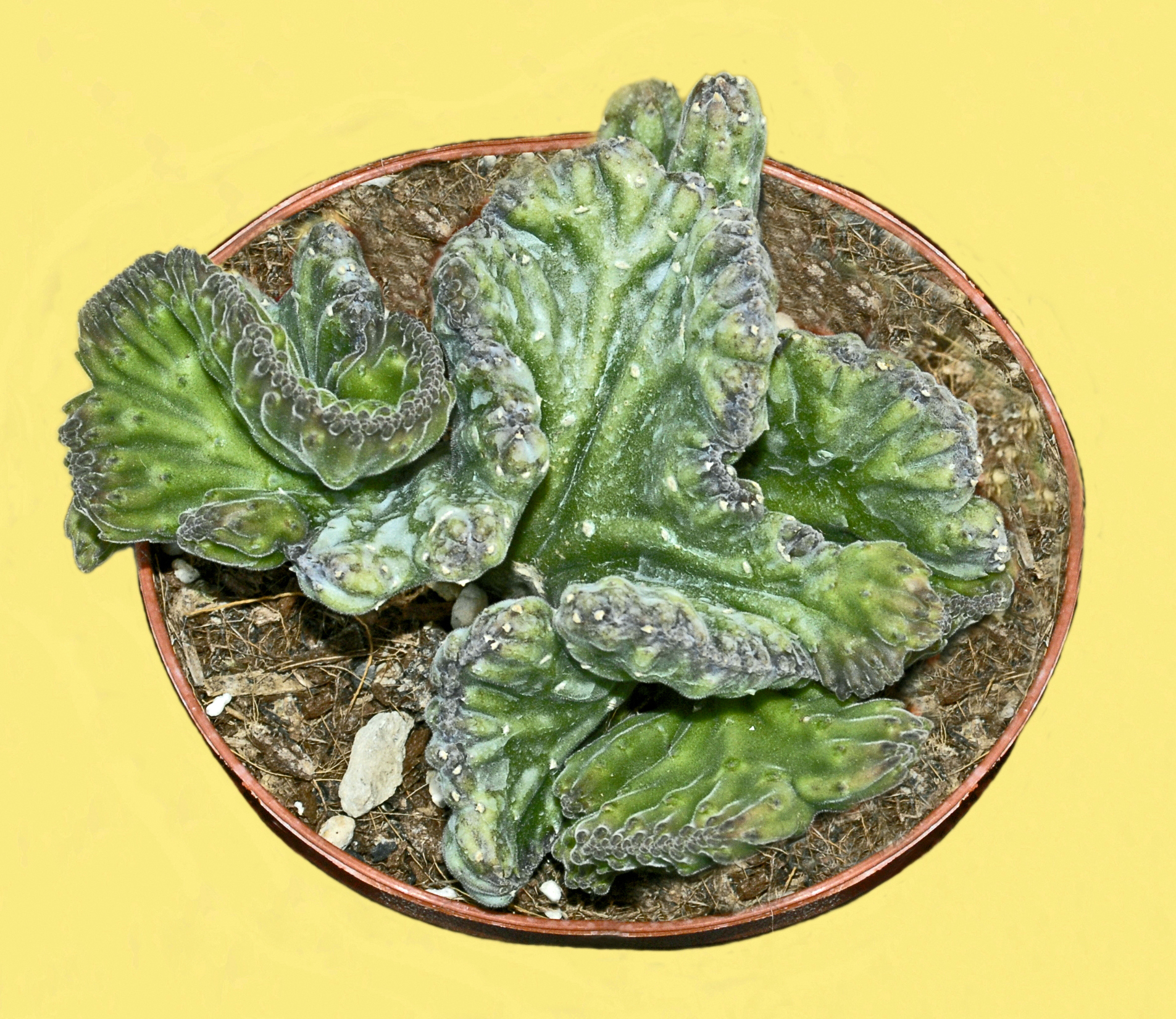
S. hirsuta'Crestata'